# Naja naja
Il cobra dagli occhiali  o cobra indiano (Naja naja Linnaeus, 1758) è un serpente della famiglia degli elapidi, ordine degli Squamati, di dimensioni medie, la cui lunghezza massima va da 1,2 a 1,7 metri. È uno dei Big Four.

## Caratteristiche

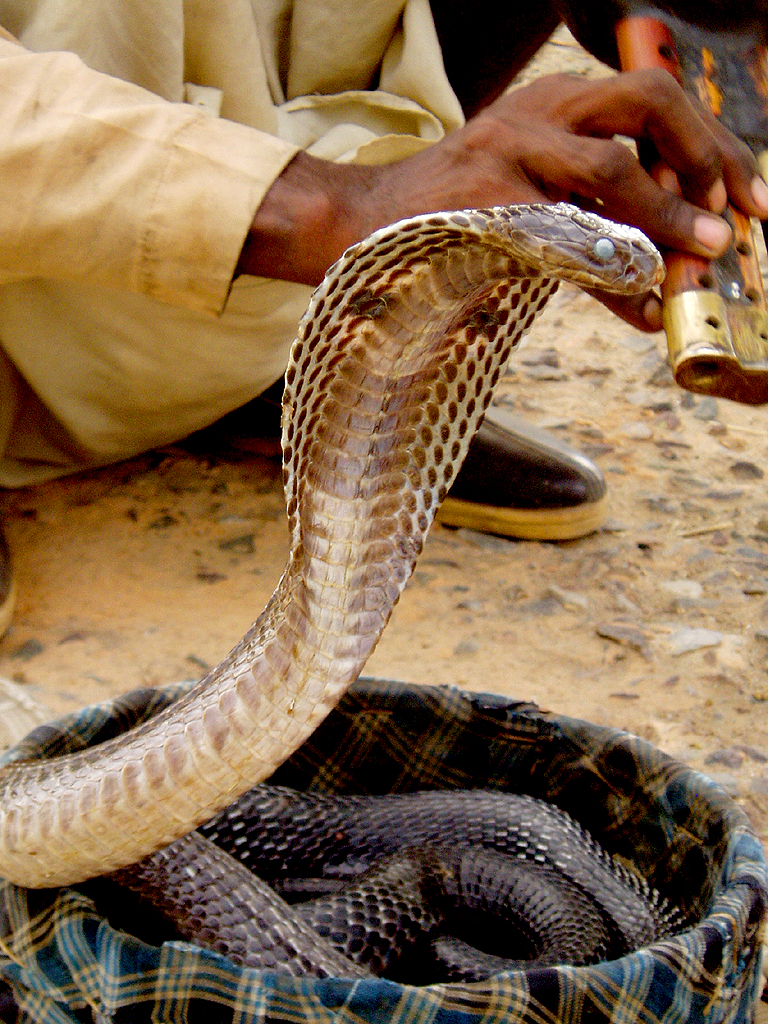
Immagine di un Cobra dagli occhiali

Il cobra indiano è lungo circa 1,5 metri. Di colore giallastro nerastro, con anelli più o meno chiari, è caratterizzato da un singolare disegno posto sulla parte dorsale del collo.
In posizione intimidatoria il cobra si solleva da terra ed esibisce una notevole parte della zona ventrale che è del medesimo colore del dorso. Contemporaneamente dilata il collo e le costole (che sono indipendenti, poiché i serpenti non posseggono lo sterno). Questa pelle tesa forma una sorta di cappuccio quasi ellittico, che fa risaltare molto gli "occhiali" del cobra.

### Veleno

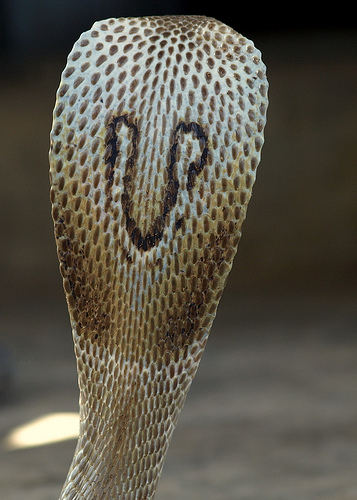
Immagine degli occhiali del N. naja

Il veleno del N. naja è estremamente tossico. I suoi effetti, studiati soprattutto da fisiologi, sono neurotossici e cardiotossici: ne derivano una paralisi assai simile a quella causata dal curaro ed un forte abbassamento di pressione sanguigna.
La cardiotossina, sostanza del veleno del cobra, ha l'effetto di abbassare la pressione arteriosa. Ma si osserva una forte necrosi dei tessuti colpiti, soprattutto per quanto riguarda gli esemplari diffusi nella zona orientale dell'area di distribuzione della specie, e cioè in Malaysia e Hong Kong.

### Sottospecie
- Naja naja karachiensis

## Alimentazione

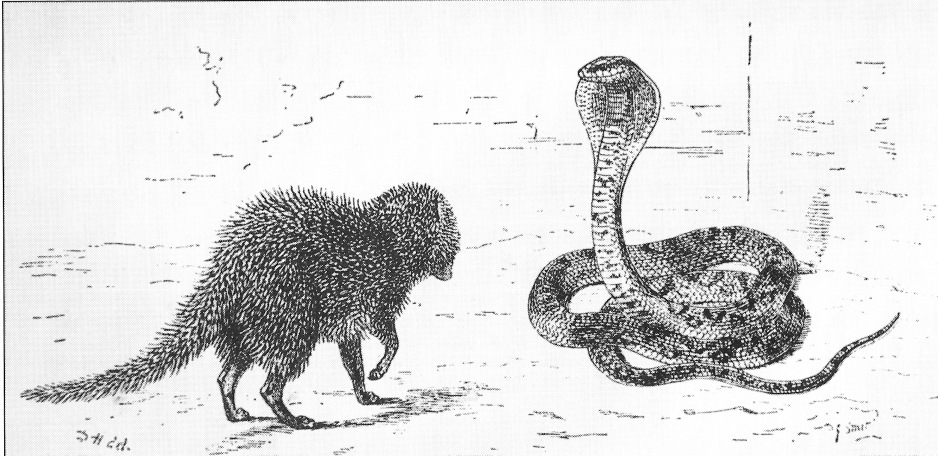
Cobra indiano a confronto con una mangusta (il suo nemico principale in natura)

Si nutre soprattutto di roditori e di anfibi che uccide avvelenandoli. Comunque si ciba anche di piccoli uccelli e delle loro uova.
Per cacciare, morde la vittima inoculandole il veleno che la uccide prima dell'inizio del processo digestivo. La preda viene inghiottita intera a partire dalla testa, in modo da facilitare il passaggio del corpo lungo l'apparato digerente. La digestione del pasto è piuttosto lenta e, a seconda delle dimensioni della preda inghiottita, il serpente può trascorrere molto tempo senza uscire di nuovo per cacciare.

## Riproduzione
La femmina è ovipara ed è essa che si occupa delle uova: dopo averle deposte, attacca ogni intruso che tenti di avvicinarsi al nido(fatto che viene accennato anche da Kipling nella storia relativa al suo Rikki-tikki-tavi ne "Il libro della giungla"). Maschio e femmina continuano a vivere insieme dopo l'accoppiamento e partecipano entrambi alla preparazione del nido: esso viene scavato dai due coniugi, che non si arrestano finché i loro musi non si incontrano al centro della collinetta.
Ogni giorno, la femmina abbandona il nido per 1-2 ore per prendere un po' di sole, e cercare del cibo. Durante questo periodo il maschio sostituisce la femmina per controllare il nido. Questo comportamento collaborativo, che si ritrova anche in altri cobra, è tuttavia molto raro nei rettili in generale.

## Habitat
I N. naja vivono da soli in tane sotterranee e fenditure rocciose, a seconda del terreno in cui si trovano. Durante il giorno, l'animale è poco attivo e preferisce stare steso al sole, essendo attivo principalmente di notte.

## Distribuzione

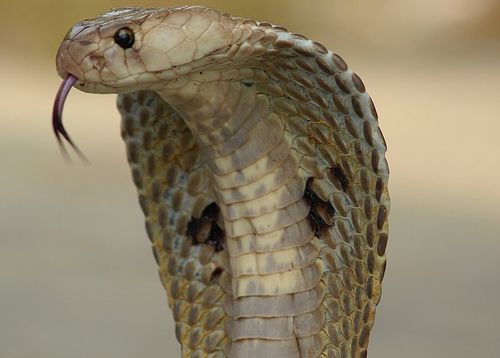
Un cobra indiano visto da vicino

I N. naja vivono in tutta l'Asia meridionale, dalla Persia sino alla Cina meridionale e all'Indonesia. La popolazione è molto grande e diffusa in tutte le regioni dell'Asia meridionale. A seconda delle zone in cui vivono, questi serpenti presentano alcune piccole differenze di colore, che spaziano dal nerastro al giallastro con tonalità degli anelli che vanno dal chiaro ad un colore più intenso.
La distribuzione è molto omogenea in tutte le regioni, comunque la concentrazione più alta si trova in India.

## Stato di conservazione
Secondo i criteri della lista rossa della IUCN, il cobra indiano non è considerato una specie a rischio, ed è pertanto etichettata come specie sicura (SE). Infatti, secondo alcuni resoconti, le popolazioni sono abbastanza numerose.
I giovani Naja naja sono vulnerabili ai carnivori come le manguste e altri serpenti. Invece i cobra adulti hanno come nemici naturali, oltre alle manguste, i rapaci.

## I cobra indiani nella cultura

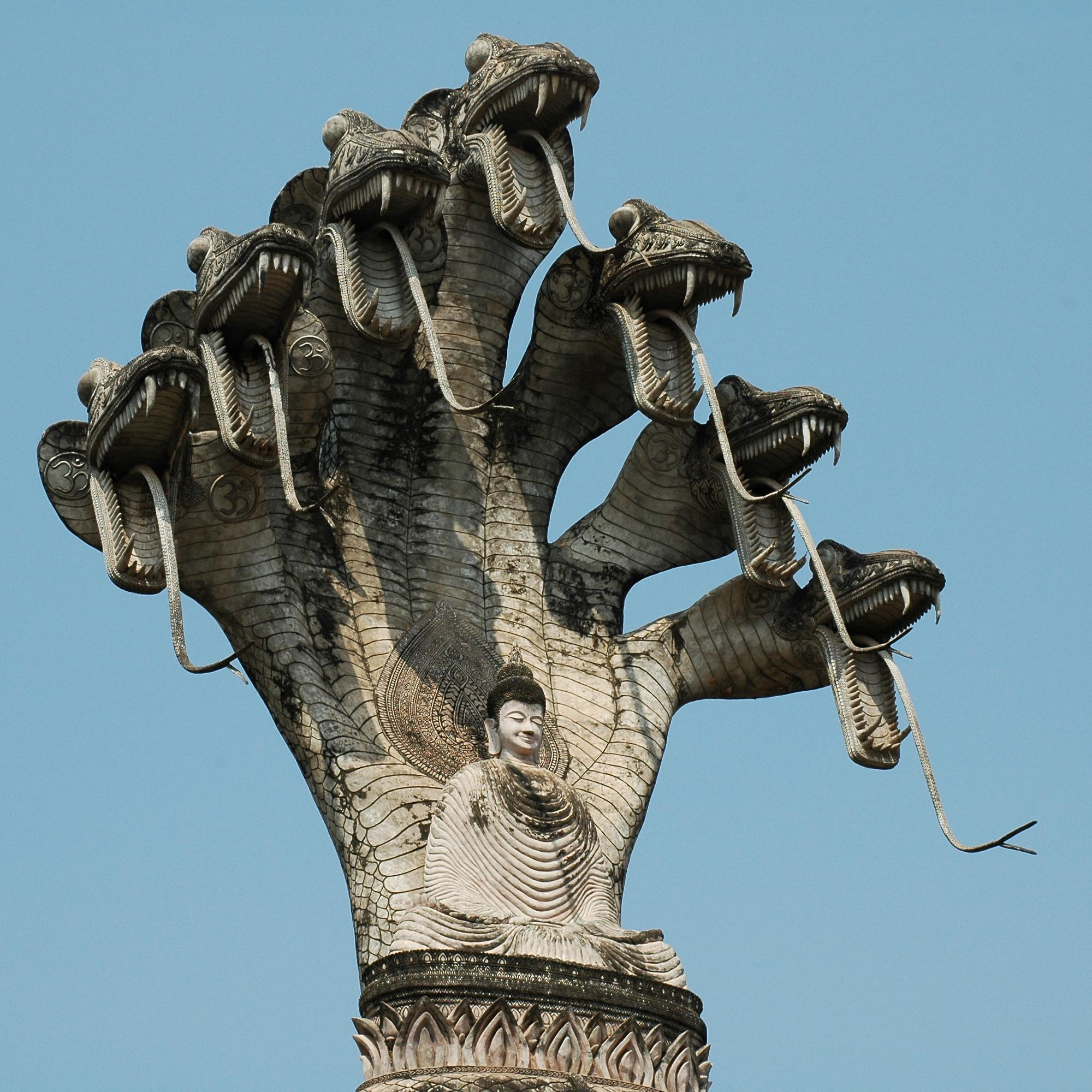
"Naga" il serpente dalle sette teste

Il cobra dagli occhiali è abbondante e le popolazioni indigene lo temono, tanto che gli hanno riservato un posto nella mitologia.
Il nome naja deriva da naga che designava il serpente dalle sette teste della mitologia indù.

## Interesse farmacologico
Il veleno del cobra è utilizzato in farmacologia: la cardiotossina, sostanza estratta dal veleno del cobra, viene prescritta per abbassare la pressione arteriosa.

## Nomi comuni nel mondo
Nomi comuni nel mondo:
- Lingua bengalese - Naga gokura, Gokhro.
- Lingua gujarati - Saap
- Lingua hindi - Naag
- Lingua inglese - Cobra, Indian Cobra, Spectacled Cobra, Asian Cobra.
- Lingua kannada - Nagara havu.
- Lingua malayalam - Moorkan, Sarpam.
- Lingua marathi - Naag, Nag.
- Lingua pashtu - Chajithiwalla.
- Lingua sanscrita - Nag.
- Lingua singalese - Naya.
- Lingua tamil - Nalla pambu, Naga pambu.
- Lingua telugu - Naga Thrachu, Thrachu Pamu.
- Lingua tulu - Naga

## Galleria d'immagini

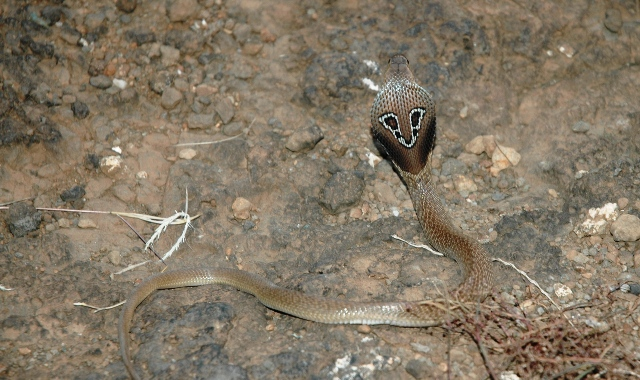
Cobra, forma giovanile
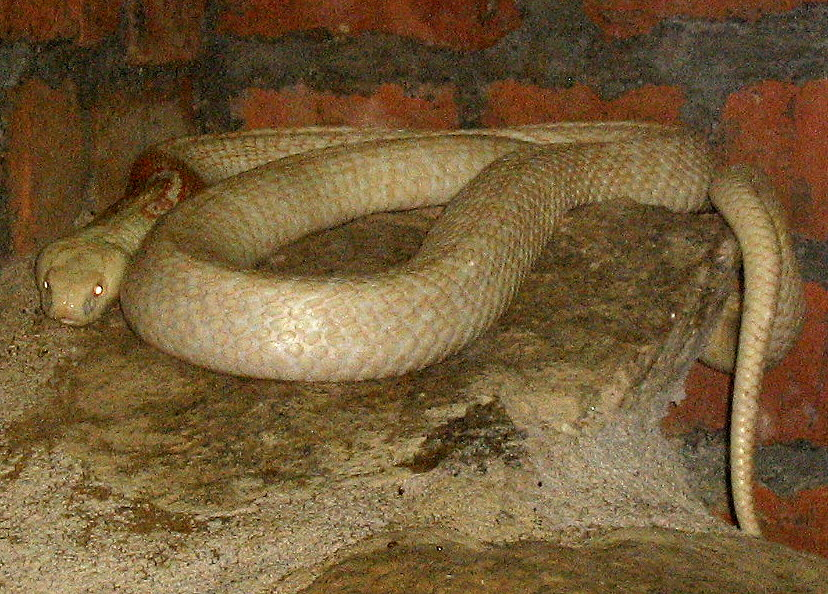
Cobra dagli occhiali albino
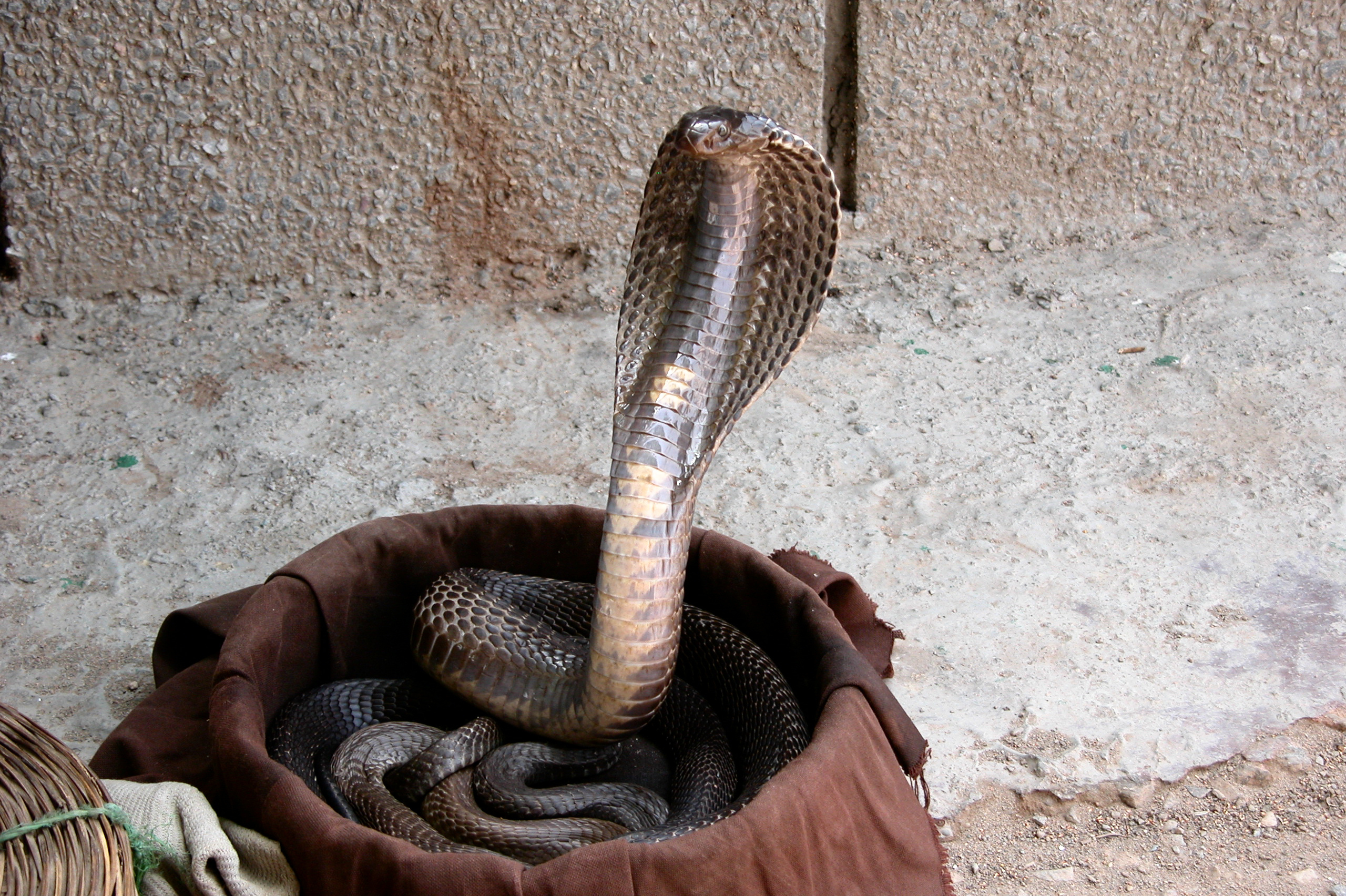
Naja naja dentro una cesta
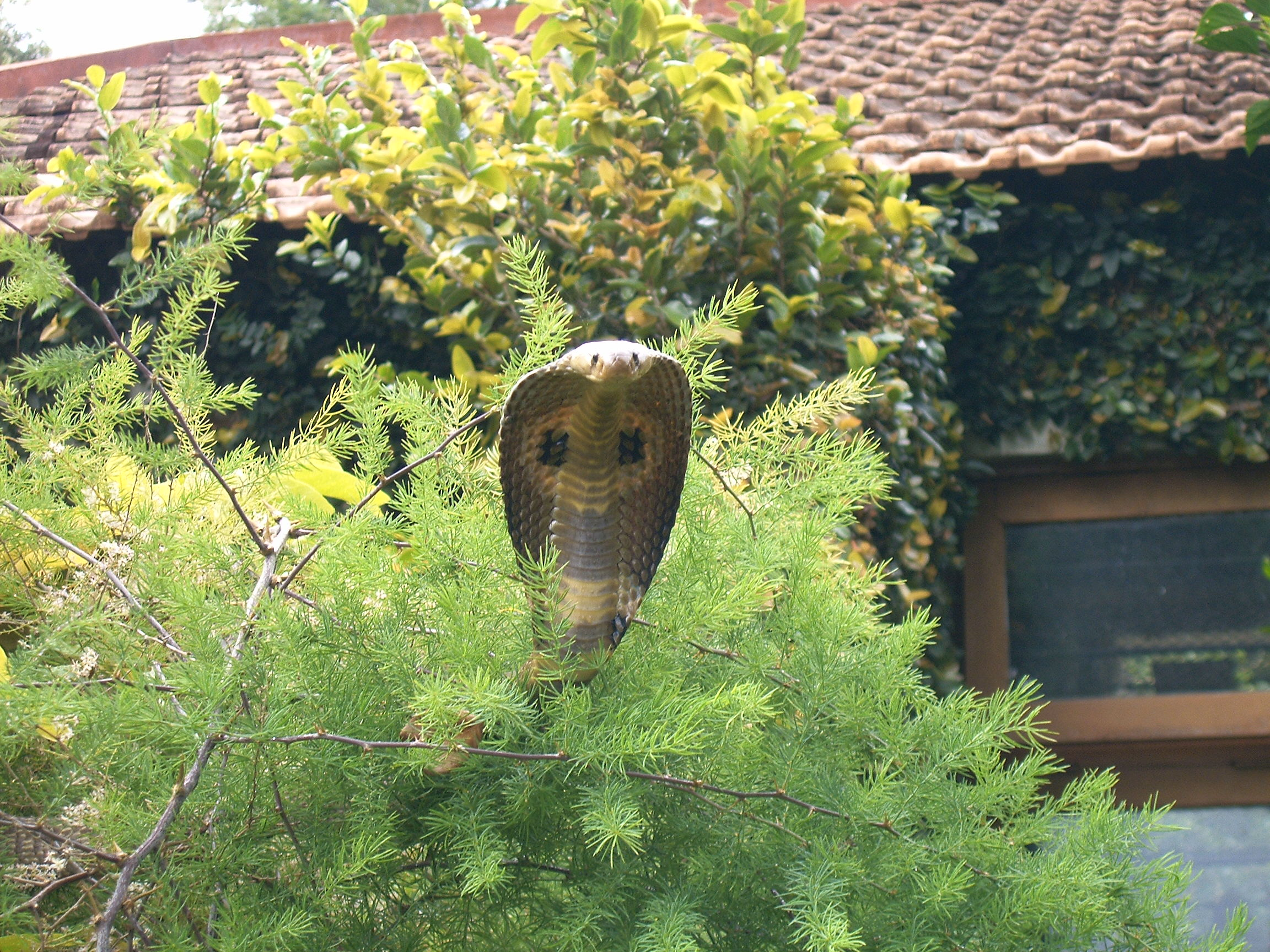
Cobra indiano su un arbusto